# Plateumaris dubia
Plateumaris dubia är en skalbaggsart som först beskrevs av Charles Frederic August Schaeffer 1925.  Plateumaris dubia ingår i släktet Plateumaris och familjen bladbaggar. Inga underarter finns listade i Catalogue of Life.